# طاهریه (فردوس)
روستای طاهریه یا طاهرآباد، روستایی است در دهستان حومه از توابع بخش مرکزی شهرستان فردوس.
این روستا بر اساس سرشماری سال ۱۳۹۵، ۱۵۶ نفر جمعیت داشته‌است.

## موقعیت
طاهریه در فاصله ۲۴ کیلومتری غرب شهر فردوس واقع شده‌است، مردمش شیعه و به گویش تونی صحبت می‌کنند.